# Dejan Dabović
Dejan Dabović (ur. 3 sierpnia 1944 w Hercegu Novim, zm. 6 grudnia 2020 w Belgradzie) – jugosłowiański piłkarz wodny. W barwach Jugosławii złoty medalista olimpijski z Meksyku.
Mierzący 190 cm wzrostu zawodnik w 1968 wspólnie z kolegami triumfował w rywalizacji waterpolistów. Brał udział w IO 76 (piąte miejsce). Reprezentował barwy Partizana.